# National League Division Series
National League Division Series (NLDS) – w Major League Baseball pierwsza runda w postseason, w której rywalizuje się do trzech zwycięstw. Zwycięzca awansuje do National League Championship Series.
Division Series po raz pierwszy miały miejsce w 1981 i rozegrane zostały z konieczności po dwumiesięcznym strajku zawodników. Sezon został podzielony na dwie części. Do Division Series promocję uzyskali zwycięzcy dywizji z pierwszej i drugiej jego części.
W 1994 w związku z przystąpieniem do Major League Baseball nowych zespołów, utworzono w National League i American League trzecią dywizję Central Division. W związku ze strajkiem zawodników w sezonie 1994 nie rozegrano postseason i w efekcie inauguracja National League Division Series nastąpiła rok później. Do sezonu 2011 awans do Division Series uzyskiwali:
- trzej mistrzowie każdej dywizji
- zespół z dziką kartą, mający najlepszy bilans zwycięstw i porażek spośród reszty klubów[2]. Division Series rozgrywano w formacie 2–2–1[3]

Od sezonu 2012 dziką kartę otrzymują dwa zespoły, które rozgrywają jedno spotkanie o awans do Division Series (Major League Baseball Wild Card Game). Zwycięzca przystępuje do rywalizacji z zespołem z najlepszym bilansem w lidze, jednak przeciwnikiem nie może być zespół pochodzący z tej samej dywizji. W sezonie 2012 zmieniono również format rozgrywek z 2–2–1 na 2–3 (dwa pierwsze mecze odbywały się na stadionie zespołu z gorszym bilansem z sezonu zasadniczego). Od 2013 ponownie obowiązuje format 2–2–1.

## Wyniki NLDS
| Rok  | Zwycięzca                                        | Przegrany                                        | Wynik rywalizacji                                |                                                  |
| ---- | ------------------------------------------------ | ------------------------------------------------ | ------------------------------------------------ | ------------------------------------------------ |
| 1981 | Montreal Expos                                   | Philadelphia Phillies                            | 3–2                                              |                                                  |
| 1981 | Los Angeles Dodgers                              | Houston Astros                                   | 3–2                                              |                                                  |
| 1994 | NLDS nie odbyły się z powodu strajku zawodników. | NLDS nie odbyły się z powodu strajku zawodników. | NLDS nie odbyły się z powodu strajku zawodników. | NLDS nie odbyły się z powodu strajku zawodników. |
| 1995 | Atlanta Braves                                   | Colorado Rockies #                               | 3–1                                              |                                                  |
| 1995 | Cincinnati Reds                                  | Los Angeles Dodgers                              | 3–0                                              |                                                  |
| 1996 | Atlanta Braves                                   | Los Angeles Dodgers #                            | 3–0                                              |                                                  |
| 1996 | St. Louis Cardinals                              | San Diego Padres                                 | 3–0                                              |                                                  |
| 1997 | Atlanta Braves                                   | Houston Astros                                   | 3–0                                              |                                                  |
| 1997 | Florida Marlins #                                | San Francisco Giants                             | 3–0                                              |                                                  |
| 1998 | Atlanta Braves                                   | Chicago Cubs #                                   | 3–0                                              |                                                  |
| 1998 | San Diego Padres                                 | Houston Astros                                   | 3–1                                              |                                                  |
| 1999 | Atlanta Braves                                   | Houston Astros                                   | 3–1                                              |                                                  |
| 1999 | New York Mets #                                  | Arizona Diamondbacks                             | 3–1                                              |                                                  |
| 2000 | St. Louis Cardinals                              | Atlanta Braves                                   | 3–0                                              |                                                  |
| 2000 | New York Mets #                                  | San Francisco Giants                             | 3–1                                              |                                                  |
| 2001 | Atlanta Braves                                   | Houston Astros                                   | 3–0                                              |                                                  |
| 2001 | Arizona Diamondbacks                             | St. Louis Cardinals #                            | 3–2                                              |                                                  |
| 2002 | St. Louis Cardinals                              | Arizona Diamondbacks                             | 3–0                                              |                                                  |
| 2002 | San Francisco Giants #                           | Atlanta Braves                                   | 3–2                                              |                                                  |
| 2003 | Chicago Cubs                                     | Atlanta Braves                                   | 3–2                                              |                                                  |
| 2003 | Florida Marlins #                                | San Francisco Giants                             | 3–1                                              |                                                  |
| 2004 | St. Louis Cardinals                              | Los Angeles Dodgers                              | 3–1                                              |                                                  |
| 2004 | Houston Astros #                                 | Atlanta Braves                                   | 3–2                                              |                                                  |
| 2005 | St. Louis Cardinals                              | San Diego Padres                                 | 3–0                                              |                                                  |
| 2005 | Houston Astros #                                 | Atlanta Braves                                   | 3–1                                              |                                                  |
| 2006 | New York Mets                                    | Los Angeles Dodgers #                            | 3–0                                              |                                                  |
| 2006 | St. Louis Cardinals                              | San Diego Padres                                 | 3–1                                              |                                                  |
| 2007 | Colorado Rockies #                               | Philadelphia Phillies                            | 3–0                                              |                                                  |
| 2007 | Arizona Diamondbacks                             | Chicago Cubs                                     | 3–0                                              |                                                  |
| 2008 | Los Angeles Dodgers                              | Chicago Cubs                                     | 3–0                                              |                                                  |
| 2008 | Philadelphia Phillies                            | Milwaukee Brewers #                              | 3–1                                              |                                                  |

| Rok  | Zwycięzca               | Przegrany              | Wynik rywalizacji |
| ---- | ----------------------- | ---------------------- | ----------------- |
| 2009 | Los Angeles Dodgers     | St. Louis Cardinals    | 3–0               |
| 2009 | Philadelphia Phillies   | Colorado Rockies #     | 3–1               |
| 2010 | Philadelphia Phillies   | Cincinnati Reds        | 3–0               |
| 2010 | San Francisco Giants    | Atlanta Braves #       | 3–1               |
| 2011 | St. Louis Cardinals #   | Philadelphia Phillies  | 3–2               |
| 2011 | Milwaukee Brewers       | Arizona Diamondbacks   | 3–2               |
| 2012 | San Francisco Giants    | Cincinnati Reds        | 3–2               |
| 2012 | St. Louis Cardinals #   | Washington Nationals   | 3–2               |
| 2013 | Los Angeles Dodgers     | Atlanta Braves         | 3–1               |
| 2013 | St. Louis Cardinals     | Pittsburgh Pirates #   | 3–2               |
| 2014 | St. Louis Cardinals     | Los Angeles Dodgers    | 3–1               |
| 2014 | San Francisco Giants #  | Washington Nationals   | 3–1               |
| 2015 | New York Mets           | Los Angeles Dodgers    | 3–2               |
| 2015 | Chicago Cubs #          | St. Louis Cardinals    | 3–1               |
| 2016 | Chicago Cubs            | San Francisco Giants # | 3–1               |
| 2016 | Los Angeles Dodgers     | Washington Nationals   | 3–2               |
| 2017 | Chicago Cubs            | Washington Nationals   | 3–2               |
| 2017 | Los Angeles Dodgers     | Arizona Diamondbacks # | 3–0               |
| 2018 | Milwaukee Brewers       | Colorado Rockies #     | 3–0               |
| 2018 | Los Angeles Dodgers     | Atlanta Braves         | 3–1               |
| 2019 | Washington Nationals #  | Los Angeles Dodgers    | 3–2               |
| 2019 | St. Louis Cardinals     | Atlanta Braves         | 3–2               |
| 2020 | Atlanta Braves          | Miami Marlins          | 3–1               |
| 2020 | Los Angeles Dodgers #   | San Diego Padres       | 3–2               |
| 2021 | Atlanta Braves          | Milwaukee Brewers      | 3–1               |
| 2021 | Los Angeles Dodgers #   | San Francisco Giants   | 3–2               |
| 2022 | San Diego Padres #      | Los Angeles Dodgers    | 3–1               |
| 2022 | Philadelphia Phillies # | Atlanta Braves         | 3–1               |
| 2023 | Philadelphia Phillies # | Atlanta Braves         | 3–1               |
| 2023 | Arizona Diamondbacks #  | Los Angeles Dodgers    | 3–2               |

- # – Zespół, który awansował do Division Series po otrzymaniu dzikiej karty